# Bracon kuslitzkyi
Bracon kuslitzkyi är en stekelart som beskrevs av Vladimir Ivanovich Tobias 1986. Bracon kuslitzkyi ingår i släktet Bracon och familjen bracksteklar. Inga underarter finns listade.